# Cebren
Cebren was een Griekse riviergod (een oceanide), wiens rivier vlak bij Troje lag. Hij was de zoon van Oceanus en Tethys en was de vader van Asterope, Hesperia, en Oinone.